# Лох-Ейв
Лох-Ейв (англ. Loch Awe) — велике прісноводне озеро в Шотландії.
Знаходиться на території історичного графства Аргайлшір в області Аргайл та Б'ют (Шотландія). Площа озера становить 38,5 км², а максимальна глибина — 93,6 м. Озеро витягнуте з північного сходу на південний захід. Максимальна довжина близько 41 км. Це найдовше прісноводне озеро в Шотландії, з середньою шириною близько 1 км. У північній частині озеро оточують невисокі, але суворі гори, над якими домінує Бен-Круачан висотою 1126 метрів, берега біля південного краю озера пологі. В озеро впадає річка Орчі і ряд дрібніших, витікає до річки Ейв. В озері водяться такі породи риб: щука, окунь, короп, форель, атлантичний лосось, арктичний голець, трьохголкова колючка, річковий вугор, гольян.
Останнім часом озеро є популярним туристичним об'єктом.

## Галерея зображень

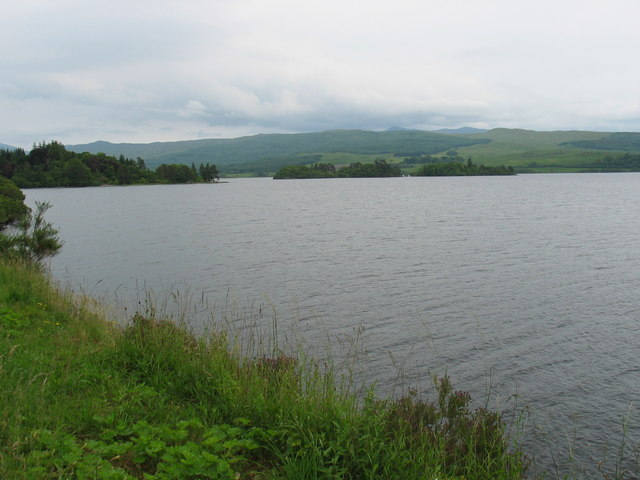
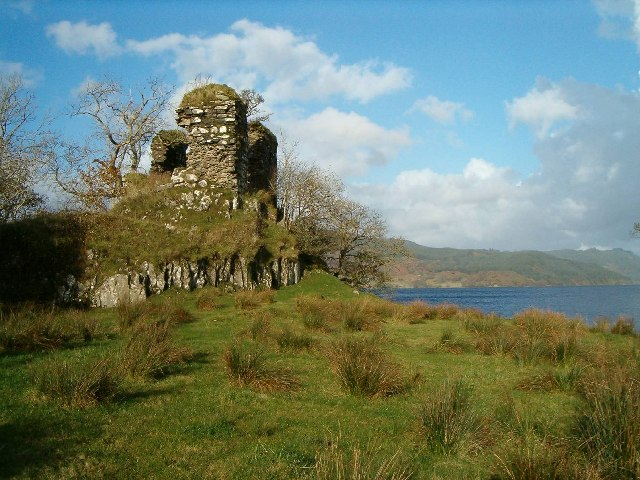
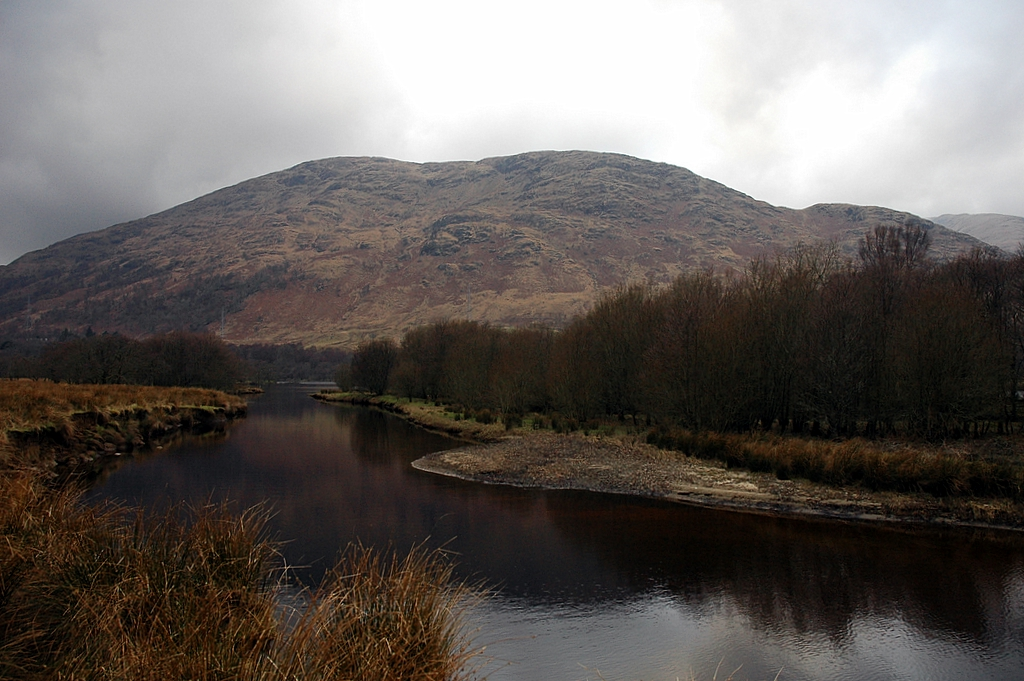
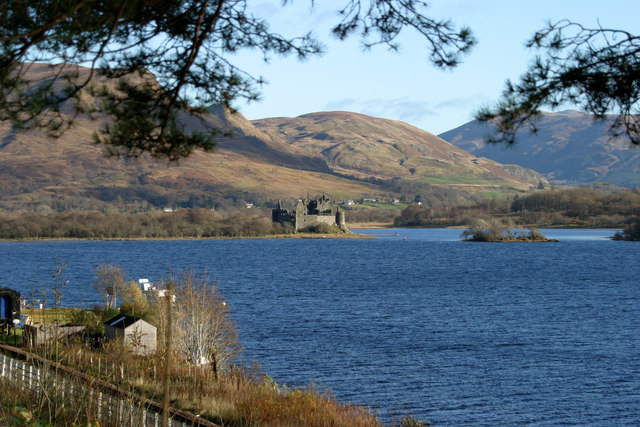